# Ritmo biológico
Dentro de la cronobiología, un ritmo biológico es una onda de un parámetro biológico dependiente de un reloj endógeno y de sincronizadores ambientales. La actividad de cualquier ser humano es un fenómeno que se manifiesta siempre con una variación irregular y no como un proceso continuo. La vida es un fenómeno rítmico. Así, al estudiar la relación entre el tiempo y alguna actividad vital de la índole que sea (por ejemplo, la excitabilidad de un músculo o de un nervio, el crecimiento, la reproducción, el comportamiento, la respiración, el sueño y la vigilia, etcétera), se descubre la existencia de ciclos o periodos que nos indican claramente cómo dichas actividades no se desarrollan de forma continua. Su estudio puede hacerse atendiendo a la descripción y análisis del fenómeno. Al investigar las causas de estos «relojes biológicos» se demuestra que gran parte de ellas tienen un origen externo, como pueden ser la fotoperiodicidad, los cambios climáticos estacionales, las mareas, etc. De acuerdo con la duración de estos ritmos extrínsecos se distinguen los ritmos nictemerales o circadianos, cuando el periodo es de aproximadamente 24 horas (circa significa "cerca", en latín), los semanales, mensuales y los anuales.
Los ritmos extrínsecos están impuestos desde fuera del ser vivo; los factores desencadenantes son: el ambiente (la luz, la humedad, la temperatura, la salinidad, etc.) y los fenómenos cósmicos (alternancia día-noche, fases lunares, variaciones de estaciones, etc.). Los factores externos actúan sobre el organismo a través de su sistema nervioso, y este normalmente acciona el sistema endocrino. Por otra parte, existen también fenómenos rítmicos cuya causa es interna y no está determinada por factores ambientales, aunque estos pueden modificarlos. Estos ritmos intrínsecos, como el latido cardiaco, los movimientos respiratorios, etc., tienen una cadencia más elevada y, por su origen, deben formar un grupo aparte de los mencionados anteriormente, pues son independientes de los fenómenos cósmicos.
El conocimiento de los ritmos biológicos tiene un interés muy amplio, no sólo para la comprensión de las cuestiones teóricas que encierran, sino también por las aplicaciones prácticas que surgen de tales conocimientos.

## Ritmos circadianos
Son los procesos que se repiten cada 24 horas aproximadamente (su periodo está comprendido entre 20 y 28 horas). Se les conoce también como nictemerales. Son ritmos ligados a la rotación de la Tierra, y a las consecuencias que lleva consigo sobre la variación de la luz, temperatura, etc. Son fundamentalmente metabólicos; producen una alternancia en la actividad funcional del ser vivo como un todo, o en alguna función particular, principalmente del sistema endocrino u hormonal.
Por lo que respecta a la actividad global, debe destacarse la distinción entre animales diurnos y nocturnos, según que el ritmo sueño-vigilia coincida con el de la Naturaleza o no. Tanto en animales vertebrados como en invertebrados se demuestra esta alternancia entre el desgaste y la recuperación necesaria para el normal desarrollo del proceso vital. El ritmo sueño-vigilia tiene una gran importancia en el hombre al igual que en los restantes animales, pues, aparte de lo indicado, rige y condiciona a otros. Así se comprueba cómo el reposo y la actividad determinan variaciones en la temperatura corporal, la presión sanguínea, el ritmo respiratorio, el cardiaco, etc., con un mínimo durante el sueño. De igual forma, durante el periodo de reposo hay una variación nictemeral en la excreción de orina y otros productos (electrólitos como el Na, K, CI; urea y creatinina, etc.). Los esteroides urinarios muestran también una variación regular en la excreción, lo cual sugiere una actividad endocrina rítmica de las suprarrenales que, a su vez, explicaría la oscilación en la excreción de los electrólitos.
Otras muchas funciones y características fisiológicas presentan en los vertebrados un ritmo circadiano. Son patentes en los invertebrados ritmos nictemerales en algunas funciones metabólicas, pero son muy ostensibles los cambios del color por efecto de la luz sobre la expansión o contracción de los pigmentos dentro de los cromatóforos. Estos ritmos han sido apreciados claramente en isópodos como Ligia y en distintos crustáceos (Uca, Idota). Igualmente han podido apreciarse en los vertebrados inferiores, como en Lamprea, Salamandra, o en algún reptil (Anolis).

## Ritmos lunares
Denominados también selenianos o multinictemerales, son aquellos que por su duración se han relacionado con los movimientos de la Luna. Existen varios fenómenos cíclicos naturales que se presentan en alguna fase específica de la Luna, otros se efectúan en un ciclo lunar completo o solamente en su mitad. Sobre la relación entre la rotación de la Luna y distintos fenómenos biológicos, existe, por otra parte, cierta confusión, pues mientras los datos científicos son numerosos, son poco conocidos del gran público, el cual, por el contrario, recibe con abundancia información de tipo legendario y tradicional.

## Ritmos mareales
Se han observado variaciones fisiológicas relacionadas con las mareas en distintos invertebrados que habitan zonas afectadas por ellas. Los ciclos sexuales en muchos vertebrados no guardan relación con las estaciones y adoptan ritmos de tipo multinictemeral, que en los primates se aproximan mucho al mes de duración (mujer: 28 días; chimpancé: 36 días; macaco: 27 días). Estos ciclos son expresión de la actividad rítmica de las hormonas hipofisarias (gonadotrofinas), que regulan la secreción de las hormonas sexuales.
El poliqueto (Palola) de los arrecifes coralinos del Pacífico constituye un ejemplo clásico de ritmo seleniano, pues la especie Palola viridis (Indias Occidentales), conocida vulgarmente como el gusano Palolo, se reproduce exclusivamente durante el tercer cuarto de la Luna de octubre/noviembre, lo cual fijaba una fecha clave en el calendario de los nativos.

## Ritmos anuales
En la mayoría de los animales la reproducción se presenta una vez al año, generalmente en la época más favorable, la primavera, para asegurar la supervivencia de las crías.
Debe admitirse que existen factores hereditarios específicos encargados de controlar los ritmos sexuales de periodo anual en los animales invertebrados. Sin embargo, las condiciones ambientales juegan un papel estimulante o desencadenante. En los vertebrados, los ciclos sexuales son estudiados, fundamentalmente en aves y mamíferos, por Farner y su escuela en Seatle (EE. UU.), que demuestran experimentalmente la importancia del eje hipotálamo-hipofisario como mecanismo de conexión entre las variaciones ambientales (fotoperiodo) y los citados ciclos. Por ejemplo, el hámster siberiano es un animal reproductor de día largo, adaptando su ciclo estral en función de las horas de luz entre las diferentes estaciones. Sin embargo, animales como la cabra u oveja son animales reproductores de día corto. 
Las migraciones estacionales son también fenómenos que se consideran ritmos anuales y aparecen en invertebrados, como acontece con ciertos insectos (Danais), y mucho más frecuentemente en los vertebrados, como sucede en los peces (anguila, salmón, atún, sardina, arenque, bacalao, etc.) y en las aves (cigüeña, palmípedas, palomas, becadas, etc.) y mucho más reducidas en los mamíferos (reno, caribú, lemming, etc.). Estás migraciones se deben unas veces a influencias del medio, que obligan a buscar condiciones ambientales más favorables; otras veces, su objeto es fundamentalmente reproductor (anguila, salmón, p. ej.). En muchos casos, es difícil diferenciar el objetivo génico o ambiental o trófico de una emigración, pero lo que aquí interesa reseñar es la periodicidad anual del fenómeno.
Los cambios estacionales determinan en otros animales un tipo de adaptaciones durante la estación desfavorable, de manera que muchos de ellos presentan cambios profundos en su régimen de vida, que se repiten anualmente. Así, tenemos el fenómeno de la hibernación de ciertos mamíferos de nuestras latitudes (marmota, lirón, murciélago, erizo, etc.) o el letargo invernal de los anfibios y reptiles, o el letargo estival en distintos mamíferos desérticos, como formas de resistir la estación adversa; el enquistamiento de los dipnoos en el periodo de sequía tiene la misma finalidad.